# 슬라이 쿠퍼: 전설의 비법서를 찾아서
《슬라이 쿠퍼: 전설의 비법서를 찾아서》는 서커 펀치 프로덕션가 개발하고 소니 인터랙티브 엔터테인먼트가 배급한 2002년 잠입 플랫폼 게임이다. 《슬라이 쿠퍼》 시리즈 첫 번째 게임으로 북미서 2002년 9월 23일 처음 출시됐다. 원제는 《슬라이 쿠퍼와 시비어스 라쿠너스》이다.
주인공 슬라이 쿠퍼가 동료 벤틀리와 머레이와 협력해 괴인 5인방을 추적하고 괴도 가문의 비법서를 되찾는 이야기를 다뤘다. 셀 셰이딩 기법을 사용한 화풍이 특징으로 누아르 영화와 수작업 셀 애니메이션을 모방했다.
출시 당시 그래픽으로 호평을 받았으나 짧은 플레이 시간이 지적을 받았다. 본작의 상업적 성공으로 서커 펀치가 제작한 후속작 《슬라이 쿠퍼 2: 괴도 브라더스 대작전! (2004)》과 《슬라이 쿠퍼 3: 최후의 대도 (2005)》가 발매됐다. 2010년에 플레이스테이션 3 및 플레이스테이션 비타로 개발된 삼부작 리마스터 합본 《슬라이 쿠퍼 컬렉션》에 수록됐다.

## 반응
《슬라이 쿠퍼: 전설의 비법서를 찾아서》는 리뷰 애그리게이터 웹사이트 메타크리틱에서 "대체적으로 긍정적인 평가"를 기록했다.

## 참조

### 주해
1. ↑  영어: Sly Cooper and the Thievius Raccoonus